# Стад Франсе (регбийный клуб)
Это статья о регбийном клубе. О футбольном клубе см. статью «Стад Франсе (футбольный клуб)».
«Стад Франсе Пари» (фр. Stade Français Paris) — французский регбийный клуб, выступающий в высшем дивизионе национального чемпионата, тринадцатикратный чемпион страны. Команда представляет XVI округ Парижа и проводит домашние матчи на арене «Стад Шарлети», вмещающей 20 тысяч зрителей. Игры, требующие большей вместимости, переносятся на крупнейший стадион страны «Стад де Франс», способный принять 80 тысяч болельщиков. При этом традиционной ареной парижан считается «Стад Жан-Буэн».
Первый клуб «Стад Франсе» появился в 1883 году. В 1892 году столичный коллектив сыграл в финале первого французского чемпионата с «Расингом». Тогда соперник оказался сильнее, а арбитром матча выступил будущий основатель и председатель Международного олимпийского комитета Пьер де Кубертен. Тем не менее, следующие три финала регбисты «Стад Франсе» выиграли и после годичного перерыва взяли ещё два титула. Затем, впрочем, команду постиг кризис, и около полувека «Стад Франсе» находился в низших дивизионах французского регби. Ситуация изменилась с приходом в 1992 году нового президента Макса Гуаззини: парижане вернулись в высшую лигу и вскоре стали чемпионами. Современный статус клуб обрёл в 1995 году в результате слияния регбийных секций спортивных клубов «Стад Франсе» и «Пари Жан-Буэн» (также известного под названием «Клаб Атлетик де Спорт Женеро», CASG). Последняя на данный момент победа клуба в чемпионате состоялась в 2007 году, тогда команда выиграла у «Клермона». В 2011 году Гуаззини продал большую части акций клуба, и сейчас президентом «Стад Франсе» является Тома Савар.

## История
Клуб «Стад Франсе» был создан в 1883 году группой студентов-энтузиастов. 20 марта 1892 года команда сыграла в первом чемпионате Франции, розыгрыш которого включал всего один финальный матч. Игра была организована Союзом французских спортивных атлетических обществ (Union des Sociétés Françaises de Sports Athlétiques), главным же судьёй матча был назначен Пьер де Кубертен. Так как первые розыгрыши чемпионата Франции проводились исключительно среди столичных команд, в финале встретились два парижских клуба — «Стад Франсе» и «Расинг». Ни один из соперников не имел подавляющего преимущества, и в результате победа досталась «Расингу» (4:3). В следующем сезоне, когда соперники вновь разыгрывали главный приз чемпионата, удача сопутствовала жаждущим реванша игрокам «Стад Франсе» (7:3). Команда подтвердила статус одной из сильнейших и в следующих сезонах, выиграв чемпионаты 1894, 1895, 1897 и 1898 годов.
В 1899—1908 годах команда семь раз играла в финале с жирондинским клубом «Стад Бордле». Регбисты из Бордо вышли из противостояния победителями, завоевав пять титулов, в то время как парижане довольствовались лишь двумя (1901, 1908). Ещё один финал столичные регбисты выиграли у «Тулузы» в 1903 году. После завершения серии с «Бордле» «Стад Франсе» не играл в финалах чемпионата до 1927 года. Тогда клуб снова выиграл у «Тулузы», причём в гостях (19:9). Затем результативность команды снизилась на значительно больший период. Коллектив из Парижа провёл более 50 лет вне элитного дивизиона чемпионата.
В 1992 году, во время выступлений в третьей лиге клуб приобрёл бизнесмен Макс Гуаззини. В 1995 году, когда состоялось объединение с «Клаб Атлетик», команда вернулась в высший дивизион. Возвращение в число лучших совпало с приглашением Бернара Лапорта на пост главного тренера. К 1998 году регбисты «Стад Франсе» выполнили следующую цель — вышли в финал сезона, где обыграли «Перпиньян» (34:7). Победа в чемпионате стала первой с 1908 года, то есть парижане не были сильнейшей командой Франции в течение 90 лет. Лапорт вскоре отправился тренировать французскую сборную, и его позицию в клубе занял Жорж Кост. В 2000 году преемником Коста стал Джон Коннолли.
В мае 2001 года команда в первый для себя раз финалистом кубка Хейнекен, недавно созданного международного европейского турнира. В решающем матче французы проиграли английскому «Лестер Тайгерс» (30:34) — матч прошёл на парижском стадионе «Парк де Пренс». Коннолли покинул клуб в 2002 году, и новым тренером был объявлен южноафриканец Ник Маллетт. Под его руководством «Стад Франсе» стали национальными чемпионами в 2003 и 2004 годах. В сезоне 2004/05 клуб был близок к оформлению дубля, но в финале чемпионата команда дома проиграла «Биаррицу», а в главном матче европейского сезона, который проходил в Шотландии, коллектив проиграл соотечественникам из «Тулузы» по итогам дополнительного времени. Вернувшегося на родину Маллетта сменил бывший игрок парижан и капитан сборной Фабьен Галтье. Клуб выиграл чемпионат в сезоне 2006/07. В финале команда выиграла у «Клермона» (23:18) на «Стад де Франс».
В сезоне 2010/11 парижане столкнулись с серьёзными финансовыми затруднениями: рекламная компания, работавшая с клубом, потерпела крах. В июне 2011 года руководству «Стад Франсе» удалось отсрочить административное наказание в виде перевода команды в третью по силе лигу. Гуаззини объявил о скором совершении сделки, в результате которой неназванный инвестор, представитель канадского фонда, приобретёт большую долю акцию клуба. Потенциальная сделка сорвалась со скандалом, и по крайней мере трое её участников были арестованы. В самом конце срока, данного клубу организаторами чемпионата, Гуаззини сообщил о новой сделке, которая сделает главным человеком в клубе главу компании Oberthur Technologie Жана-Пьера Савара. Гуаззини покинул пост президента клуба, уступив его сыну Савара, Тома. При этом Гуаззини продолжил деятельность в структуре «Стад Франсе» в качестве почётного президента.

## Достижения
- Топ 14
  - Чемпион: 1893, 1894, 1895, 1897, 1898, 1901, 1905, 1908, 1998, 2000, 2003, 2004, 2007, 2015
  - Финалист: 1896, 1899, 1904, 1905, 1906, 1907, 1927, 2005
- Кубок Хейнекен
  - Финалист: 2001, 2005
- Европейский кубок вызова
  - Чемпион: 2017
  - Финалист: 2011, 2013
- Кубок Франции
  - Победитель: 1999
  - Финалист: 1998
- Куп де л’Эсперанс
  - Финалист: 1916

## Текущий состав
Заявка на сезон Топ-14 2019/2020. Жирным выделены игроки, заигранные за национальные сборные.

## Известные игроки

### Французы
- Александр Альбуи[англ.]
- Жео Андре
- Эдуар Бадер[англ.]
- Матьё Бастаро
- Николя Бези[англ.]
- Матьё Блан[англ.]
- Лионель Боксис
- Уго Бонваль[англ.]
- Оливье Брузе
- Фернан Буиссон
- Гийом Буссе[англ.]
- Жан Вейсс[англ.]
- Пьер Вигуру[англ.]
- Питер де Вильерс[англ.]
- Фабьен Галтье
- Ролан Гаррос
- Люка Гийерман
- Стефан Гла
- Артур Гомеш[англ.]
- Кристоф Доминичи
- Жеффруа Думайру[англ.]
- Жюльен Дюпуи[англ.]
- Николя Жанжан[англ.]
- Филипп Жимбер
- Огюст Жиру
- Адольф Жореги[англ.]
- Кристоф Жюйе[англ.]
- Джимми Йобо[фр.]
- Джибриль Камара[англ.]
- Сулеман Камара
- Франк Комба[англ.]
- Марсель Коммуно[англ.]
- Рафаэль Лакафия[англ.]
- Фабрис Ландро[англ.]
- Жан-Батист Лафон[англ.]
- Марсель Легрен[англ.]
- Эмиль Лесьё[англ.]
- Робер Левассёр[англ.]
- Бриан Либенберг[англ.]
- Тома Ломбар[англ.]
- Кристоф Лоссюк[англ.]
- Марк Льевремон[англ.]
- Винс Малле
- Сильвен Марконне[англ.]
- Реми Мартен
- Арно Маршуа[англ.]
- Жеффруа Мессина[англ.]
- Оливье Мийу
- Кристоф Мони[англ.]
- Венсан Москато[англ.]
- Бенуа Огюст[англ.]
- Жозеф Оливье
- Давид Ораду
- Рауль Паоли
- Паскаль Папе
- Ален Пено[англ.]
- Пьер Рабадан[англ.]
- Флориан Ревер
- Оливье Рума[англ.]
- Лоран Семпере[фр.]
- Серж Симон[англ.]
- Жереми Синзелль[англ.]
- Давид Скрела[англ.]
- Рабах Слимани[англ.]
- Жюльен Собад[англ.]
- Константин Энрикес де Субьера
- Патрик Табакко[англ.]
- Пьер Файо[англ.]
- Эммануэль Фелсина[фр.]
- Жером Фийол[англ.]
- Александр Фланкар[англ.]
- Жак Шабан-Дельма
- Дени Шарве[англ.]
- Жан Шастанье
- Димитри Шаржевски
- Артюр Шоллон[англ.]

### Иностранцы
- Мозес Ало-Эмиль
- Уилл Гения
- Марк Гэснер[англ.]
- Дигби Иоане[англ.]
- Ричард Кинги
- Дэвид Лайонс[англ.]
- / Патрисио Норьега[англ.]
- Радике Само[англ.]
- Джордж Смит[англ.]
- Морган Туринуи
- Пол Уорвик[англ.]
- Фрэнсис Фаинифо[англ.]
- Том Палмер[англ.]
- Ричард Пул-Джонс[англ.]
- Пол Сэки[англ.]
- Олли Филлипс[англ.]
- Джеймс Хэскелл[англ.]
- Гонсало Кесада[англ.]
- Фелипе Контепоми
- Игнасио Корлето[англ.]
- Хуан Мануэль Легисамон
- Агустин Пишот
- Мартин Родригес
- Родриго Ронсеро[англ.]
- Гонсало Тьеси[англ.]
- Науэль Тетас Чапарро[англ.]
- Хуан Мартин Эрнандес[англ.]
- Рамиро Эррера[англ.]
- Паулу ду Риу Бранку[англ.]
- Зураб Жвания[англ.]
- Давид Кубриашвили[англ.]
- Мауро Бергамаско
- Мирко Бергамаско
- / Диего Домингес[англ.]
- Серджо Париссе
- Робинс Чале-Вачу[англ.]
- Майк Джеймс
- Морган Уильямс[англ.]
- Элиес Эль Ансари
- Джон Акуранги
- Байрон Келлехер[англ.]
- Реган Кинг[англ.]
- Тони Энзор[англ.]
- Стен Райт[англ.]
- Константин Кратунеску
- Николае Мэрэску
- Теодорин Тудосе
- / Криснан Ину[англ.]
- Брайан Лима
- Гэвин Уильямс[англ.]
- Пол Уильямс[англ.]
- / Сакария Таулафу[англ.]
- Скотт Лавалла[англ.]
- Ату Ману
- Зигфрид Фисиихои[англ.]
- / Малиетоа Хингано[англ.]
- Пабло Лемойне[англ.]
- Алипате Ратини[англ.]
- Алекс Рокобаро[англ.]
- Генри Спринг
- Хьюго Саутвелл[англ.]
- Саймон Тейлор[англ.]
- Крейг Бёрден[англ.]
- Пит ван Зюль[англ.]
- Мейер Босман[англ.]
- Хайнке ван дер Мерве[англ.]
- Герхард Мостерт[англ.]
- Джоно Росс[англ.]
- Шон Сауэрби[англ.]
- Хендре Стассен
- Фали Эльшиг[англ.]

## Тренеры
| Годы работы | Тренер                  |
| 1995—1999   | Бернар Лапорт           |
| 1999—2000   | Жорж Кост               |
| 2000—2002   | Джон Коннолли           |
| 2002—2004   | Ник Маллетт             |
| 2004—2008   | Фабьен Галтье           |
| 2008—2009   | Юэн Маккензи            |
| 2009—2010   | Жак Дельма Дидье Фожрон |
| 2010—2012   | Майкл Чейка             |
| 2012—2013   | Ричард Пул-Джонс        |
| 2013—2017   | Гонсало Кесада          |
| 2017—2018   | Грег Купер              |
| 2018—н.в.   | Хейнеке Мейер           |